# Shamanic Princess
Shamanic Princess (яп. シャーマニックプリンセス Саманикку Пуринсэссу), неофициальное русское название Принцесса Шаманов — короткий OVA-сериал, состоящий из 6 серий. Выпускался с 25 июня 1996 по 25 июня 1998 года. Каждая серия выпускалась на лазерном диске или кассете VHS. В 2001 году вышла DVD версия с первым и вторым региональным кодом. Сериал был лицензирован на территории США в 2000 году компанией Central Park Media.   На 2010s, Шестой эпизод аниме был выпущен на Tubi.

## Сюжет
Действие происходит параллельном «мире хранителей», которым правит всемирный хранитель Трон Йорда. Обитатели мира владеют магической силой разного уровня. С помощью магии они могут менять свою форму, уничтожать или создавать вещи, останавливать время или призывать разных существ. Источником магической силы является волшебная картина Трона Йорда, которая находится под присмотром старейшин. Однажды её похищает один из так называемых нейтрализаторов, Кагэцу, и отправляется с ней на землю (Европу). Чтобы срочно вернуть картину, старейшины посылают две группы на землю, так как без картины «мир хранителей» скоро исчезнет.

## Список персонажей
Тиара (яп. ティアラ Тиара) — член королевской семьи Хранителей мира, одна из самых влиятельных людей в своём мире. Она может призывать волшебных существ и превращаться в демона во время битвы. Когда Тиара попала на землю, она поступила в колледж и одновременно искала картину Трона. В детстве победила демона, который пытался убить Грэхэма, и слилась с ним воедино.
Джаполо (яп. ジャポロ Дзяпоро) — маленькое существо, похожее на хорька. Всегда сопровождает Тиару. Джаполо очень умный и знает ответы на все вопросы. Всегда готов поддержать Тиару.
Сэйю: Рика Мацумото
Грэхэм (яп. グラム Гураму) — мертвый партнёр Саюри, был влюблён в неё. Половину его тела покрывает металл. 
Сэйю: Рика Мацумото
Лена (яп. レナ Рэна) — подруга детства Тиары. Использует флейту как магическое оружие. Как и Тиара, может принимать облик демона в бою.
Сэйю: Мицуки Яёй
Леон (яп. レオン Рэон)
Сэйю: Хиро Юки
Кагэцу (яп. 華月 Кагэцу)
Сэйю: Коити Ямадэра
Сара (яп. 紗羅 Сара)
Сэйю: Томо Сакурай
Трон Йорда (яп. ヨルドの座 Ёрудо но Са)
Сэйю: Рокуро Ная

## Список серий
- 01. The Throne of Yord ヨルドの座
- 02. Forest 森
- 03. Awakening 覚醒
- 04. Morning Prayer 祈りの朝
- 05. Guardian World ガーディアンワールド
- 06. The Festival of Wind 風の祭